# Referendum sull'indipendenza del Kurdistan iracheno del 2017
Il referendum sull'indipendenza del Kurdistan iracheno del 2017 è un referendum che si è tenuto nel Kurdistan iracheno il 25 settembre 2017, al fine di votare sull'indipendenza della regione dall'Iraq. Il risultato non è stato riconosciuto dal governo di Baghdad.

## Storia
Nel corso della guerra del governo iracheno all'Isis, che nell'agosto 2014 aveva conquistato ampi territori dell'Iraq settentrionale incluse aree a maggioranza curda, i peshmerga curdi hanno riconquistato ampie regioni ai miliziani dell'Isis, come la piana di Ninive e la regione petrolifera di Kirkuk. 
Approfittando della debolezza del governo centrale di Bagdad, e del contesto internazionale, il presidente della regione autonoma del Kurdistan, Mas'ud Barzani, ha indetto per il 25 settembre 2017 un referendum sull'indipendenza della regione dall'Iraq. I seggi elettorali sono stati predisposti anche nelle regioni occupate dai curdi come esito della guerra all'Isis, ma non è stato mai riconosciuto dal governo centrale di Bagdad. 
Sul piano internazionale, soltanto lo Stato di Israele ha sostenuto l'iniziativa referendaria voluta da Barzani, mentre le maggiori potenze, come gli USA del presidente Trump, si sono dichiarati alla vigilia del voto contrari alla divisione dell'Iraq.

## Quesito referendario
Il quesito posto dal referendum è stato presentato in quattro lingue, ovvero curdo, arabo, turco e assiro.
(Testo del quesito referendario)
Gli elettori potevano votare Sì o No.

## Esito
| Opzioni                | Voti      | %      |
| ---------------------- | --------- | ------ |
| Sì                     | 2 861 471 | 92,73  |
| No                     | 224 464   | 7,27   |
| Totale                 | 3 085 935 | 100,00 |
| Schede bianche o nulle | 219 990   |        |
| Totale votanti         | 3 305 925 | 72,16  |
| Aventi diritto al voto | 4 581 255 | [ 3 ]  |

## Reazioni
L'esito del referendum, con un'affluenza del 72,16%, ed il 92,73% dei voti favorevoli e solo il 7,27% contrari, mostrava la netta volontà del popolo curdo di rendersi indipendente dall'Iraq. Tuttavia il governo centrale, che non ha mai accettato la decisione del governo regionale di Erbil di indire il referendum, non ne ha neppure riconosciuto l'esito ed ha attuato una serie di dure misure repressive nei confronti della regione indipendentista : il blocco dei voli internazionali da e per la regione, il controllo dei confini, dei collegamenti internet e delle banche, oltre alla riconquista della provincia petrolifera di Kirkuk, che i curdi avevano precedentemente liberato dall'Isis. 
A seguito di queste misure il 25 ottobre, a un mese dal referendum, il Kurdistan ha accettato di congelare il risultato del referendum e di avviare un dialogo con Bagdad in merito alla volontà di indipendenza, mentre pochi giorni dopo il presidente del Kurdistan Mas'ud Barzani ha presentato le dimissioni, riconoscendo la sconfitta della propria strategia politica in assenza di appoggio internazionale.